# Јануш Кусоћињски
 Јануш Тадеуш Кусоћињски (пољ. Janusz Tadeusz Kusociński; Варшава, 15. јануар 1907 — Палмири, 21. јун 1940) био је пољски атлетичар, олимпијски победник на 10.000 метара у Амстердаму 1932. године, сребрна медаља на Европском првенству у 1934. години (Фуга 5000 m), члан Покрета отпора.

## Биографија
Рођен у породици железничког радника Јануш Кусоћињски, са надимком Куси као школарац играо је фудбал за различите варшавске клобове. Са 14 година, 1921. опробао се у атлетици и учланио се спортски клуб „Сармата”. Његов тренер био је познати естонски , десетобој Александар Клумберг.
На свом првом такмичењу пољском националном првенству, Кусоћињски је изненађујући освојојио титулу на 5.000 метара. Пропустио је следећу сезону, јер га је пољска војска позвала на дужност, али се вратио јачи него икада. Освојио је титула на Пољском првенству на 1.500 м и 5.000 м, у кросу 1930. и 1931, а на 800 м у 1932.
Године 1932. Кусоћињски је радио као баштован у парку у Варшави. Месец дана пре Летњих олимпијских игара у Лос Анђелесу, поставио је нови светски рекорд на 3.000 метара (8:18,8), а касније исте године поставио је нови незванични светски рекорд у трчању на 4 миље у времену од 19:02,6. На Играма, Кусоцински је водио велику борбу са финцима Волмари Исо-Холом и Ласе Виртаненом на 10 000 м и победио са најбољим светским временом сезоне и олимпијским рекордом 30:11,4.
Након освајања другог места на Првом европскок првенству 1934. у Торину у трци на 5.000 метра, Кусоћињски је одлучио да се повуче из атлетике, али се вратио у 1939. победом на Пољском националном првенству на 10 000 м.
Кусоћињски се добровољно јавио у пољску војску након што су Пољска нападнута од стране Немаца и два пута јерањена. Током немачке окупације радио је као конобар, али тајно је био члан пољског отпора. Ухапшен је од Гестапоа 26. марта 1940. током Немачке АБ акције у Пољској у и затворен у затвору Мокотов. Убијен је три месеца касније у Палмири, у близини Варшаве.
У Пољској се у његову част одржава се годишње атлетско такмичење у Меноријал Кусоћињског. На 55. меморијулу 2009. године. ] 12. августа 2009. постхумно му је додељен Орден препорода Пољске, „за изузетан допринос независности Пољске републике, за спортска достигнућа на пољу атлетике”